# La signora gioca bene a scopa?
La signora gioca bene a scopa? è un film del 1974, diretto da Giuliano Carnimeo, con Carlo Giuffrè e Edwige Fenech.

## Trama
Michele, esercente d'un negozio di scarpe a Parma, è un accanito ma sfortunato giocatore di poker: per ripagare i propri debiti, decide di prostituirsi.

## Riprese
Alcune riprese del film si svolsero a Parma. In qualche inquadratura della città emiliana è visibile l'esterno della Basilica di Santa Maria della Steccata.